# Roller derby aux World Roller Games 2017
Navigation
World Cup 2019
Le roller derby est intégré à la première édition des World Roller Games. La compétition se déroule entre quatre équipes (Australie, États-Unis, Espagne et Japon) du 2 septembre 2017 au 4 septembre 2017. 

## Acteurs du championnat

### Équipes qualifiées
Quatre équipes de quatre continents participent à la compétition. 
| Femmes     |
| ---------- |
| Australie  |
| États-Unis |
| Espagne    |
| Japon      |

### Délégation
En juillet 2017, la sélection déterminée par Laura Muñoz est officialisée par le Comité national de roller derby. 

## Déroulement
| Rang | Équipe     | Pts | J | G | N | P | Bp  | Bc  | Diff |  | Résultats  |  |       |        |        |
| ---- | ---------- | --- | - | - | - | - | --- | --- | ---- |  | ---------- |  | ----- | ------ | ------ |
| 1    | États-Unis | 3   | 3 | 3 | 0 | 0 | 905 | 41  | +864 |  | États-Unis |  | 228-5 | 287-8  | 390-28 |
| 2    | Australie  | 2   | 3 | 2 | 0 | 1 | 427 | 278 | +149 |  | Australie  |  |       | 116-45 | 306-5  |
| 3    | Espagne    | 1   | 3 | 1 | 0 | 2 | 284 | 419 | -135 |  | Espagne    |  |       |        | 231-16 |
| 4    | Japon      | 0   | 3 | 0 | 0 | 3 | 049 | 927 | -878 |  | Japon      |  |       |        |        |

## Tableau final
| Rang  | Nation | Or | Argent | Bronze | Total |
| ----- | ------ | -- | ------ | ------ | ----- |
| 1     |        | 1  | -      | -      | 1     |
| 2     |        | -  | 1      | -      | 1     |
| 3     |        | -  | -      | 1      | 1     |
| Total | Total  | 1  | 1      | 1      | 3     |